# Hydatophylax variabilis
Hydatophylax variabilis là một loài Trichoptera trong họ Limnephilidae. Loài này được tìm thấy ở miền Cổ bắc và miền Tân bắc.